# Papilio protenor
Espèce
Papilio protenor ou Machaon paillette est une espèce de lépidoptères (papillons) de la famille des Papilionidae. Cette espèce est présente en Asie du Sud et de l'Est. La chenille se nourrit de Zanthoxylum nitidum, Z. piperitum, et des espèces du genre Citrus.

## Description

### Imago
L'envergure est comprise entre 8 et 11 cm. Les sous-espèces P. protenor demetrius et P. protenor liukiensis, présentes au Japon et dans les îles Ryukyu ont des queues alors que les autres sous-espèces n'en ont pas.

#### Mâle
L'avers est noir bleuté et irisé, plus terne sur l'aile antérieure que sur l'aile postérieure. L'aile antérieure comporte des lignes sombres entre les nervures tandis que l'aile postérieure est ornée d'une ocelle cramoisie dans l'angle intérieur. Les espaces 4 à 6 de l'aile postérieure sont parsemés d'écailles bleues.

Le revers est noir et terne. L'aile antérieure comporte également des lignes sombres entre les nervures. Les ailes postérieures sont de même couleur qu'à l'avers, et comportent en outre une macule rose qui s'étend de l'angle intérieur à l'espace 2, ainsi que des lunules subterminales roses dans les espaces 2, 6 et 7. Les antennes sont noires. La tête, le thorax et l'abdomen sont brun-noir.

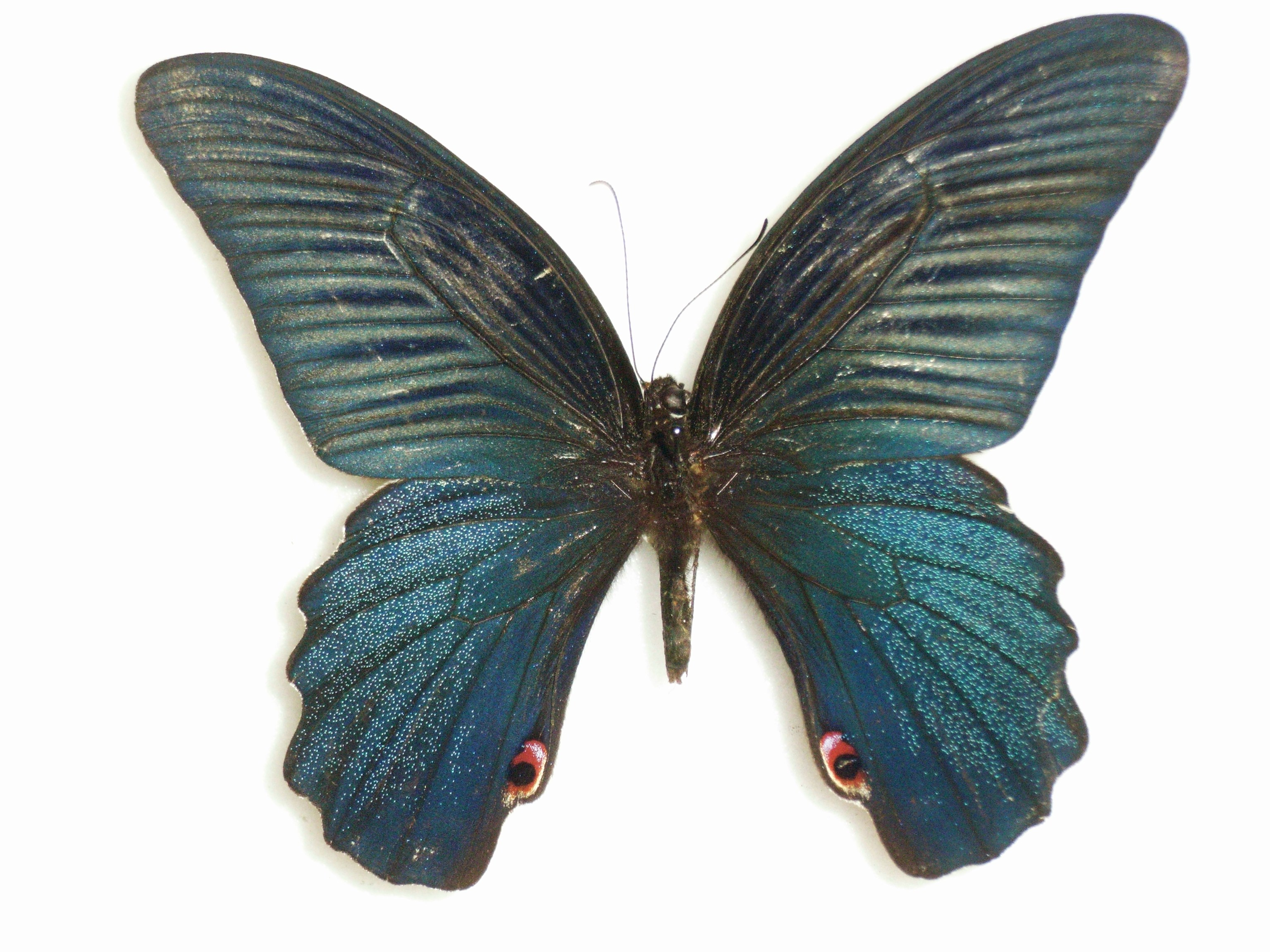
Papilio protenor mâle
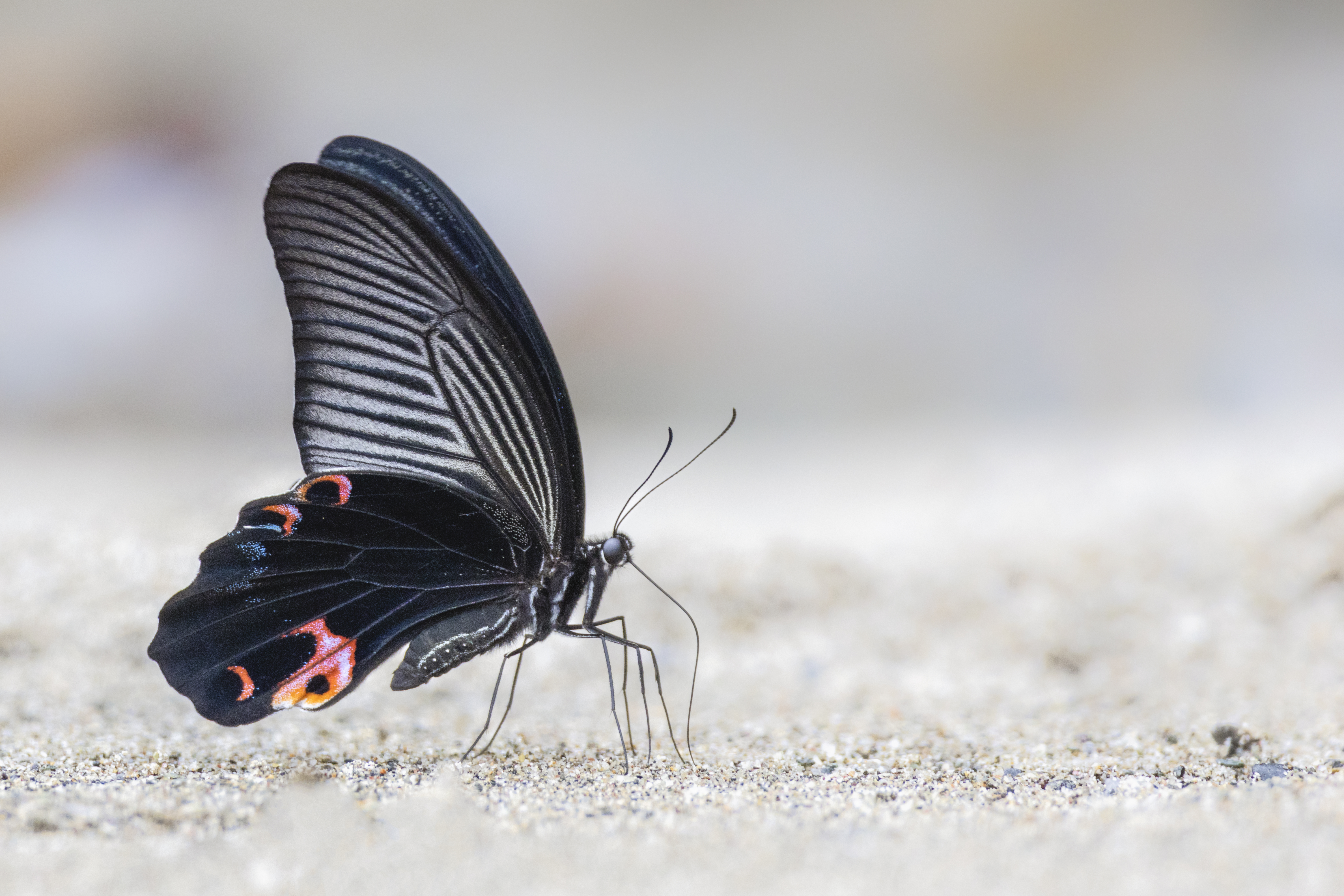
Papilio protenor mâle, ailes fermées
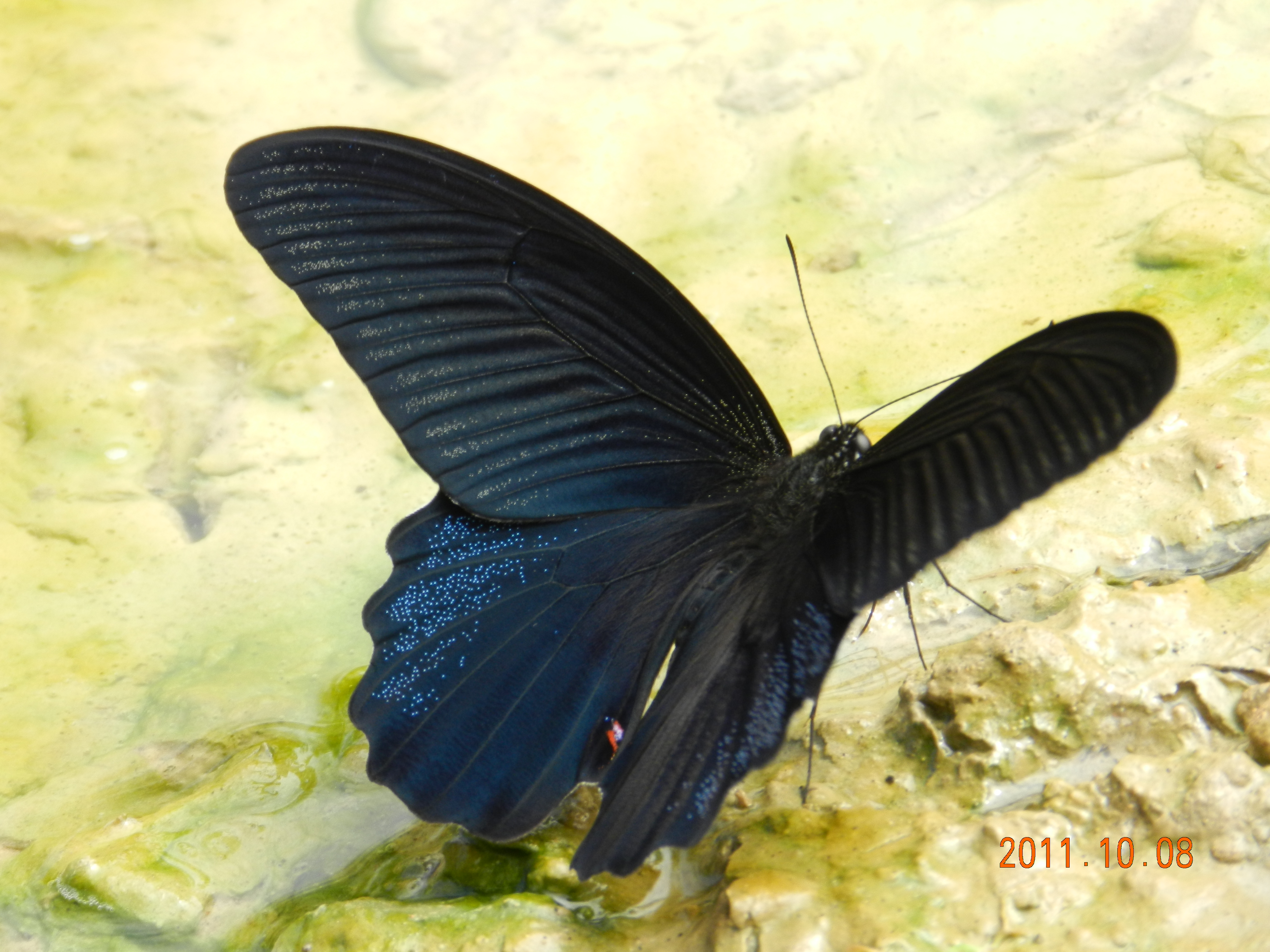
mâle

#### Femelle
L'avers est brun-noir, les espaces entre les nervures de l'aile antérieure sont jaunâtres. Les écailles bleues des ailes postérieures sont plus irisées que chez le mâle. L'ocelle de l'angle interne comporte un point noir et une autre tâche rose en forme de croissant est présente dans l'espace 2.

Le revers est similaire à celui du mâle, mais la macule rose de l'aile postérieure est plus pâle et plus large et les lunules subterminales sont plus nombreuses. Les antennes et le corps sont similaires à ceux du mâle.

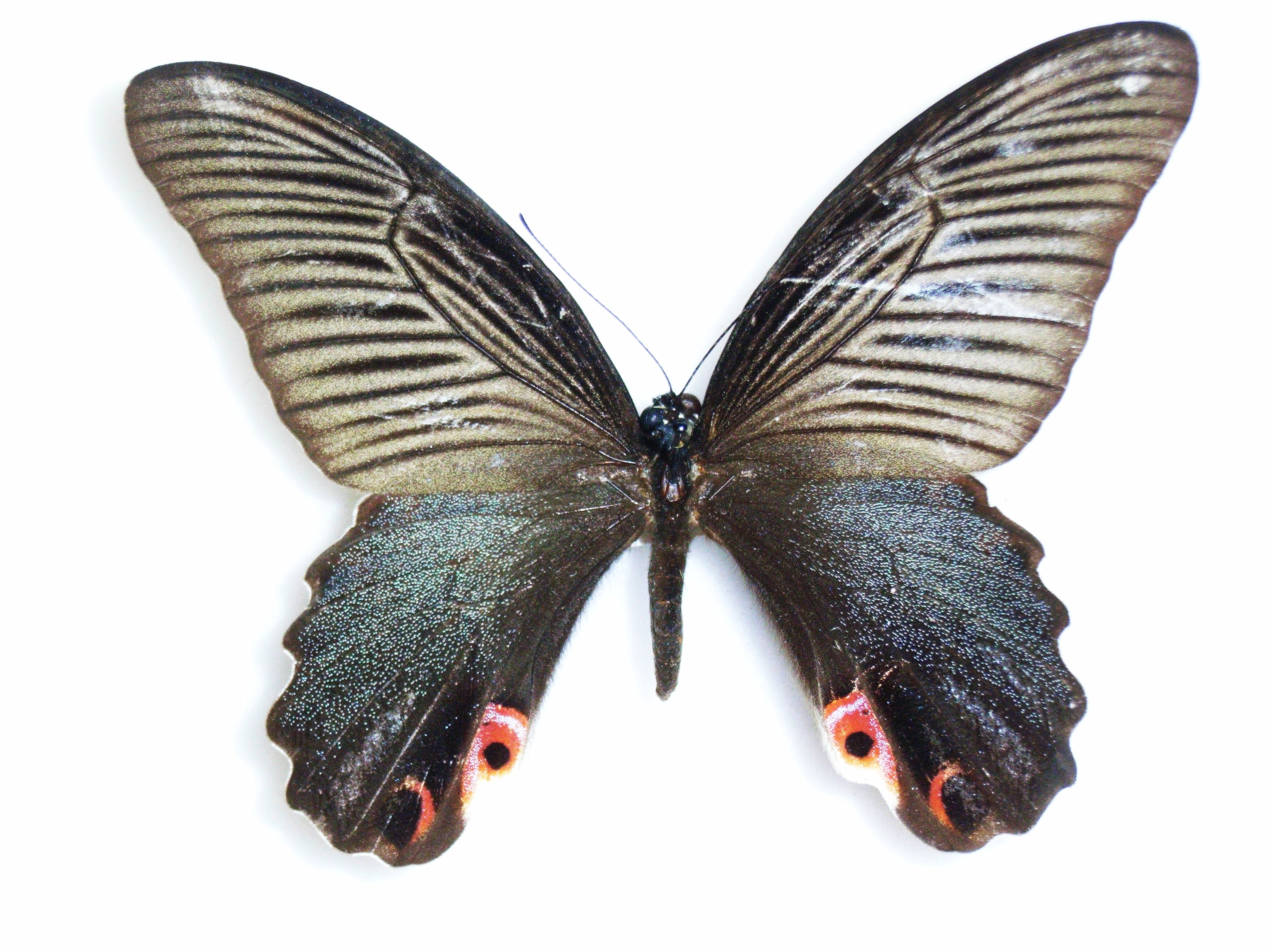
Papilio protenor femelle
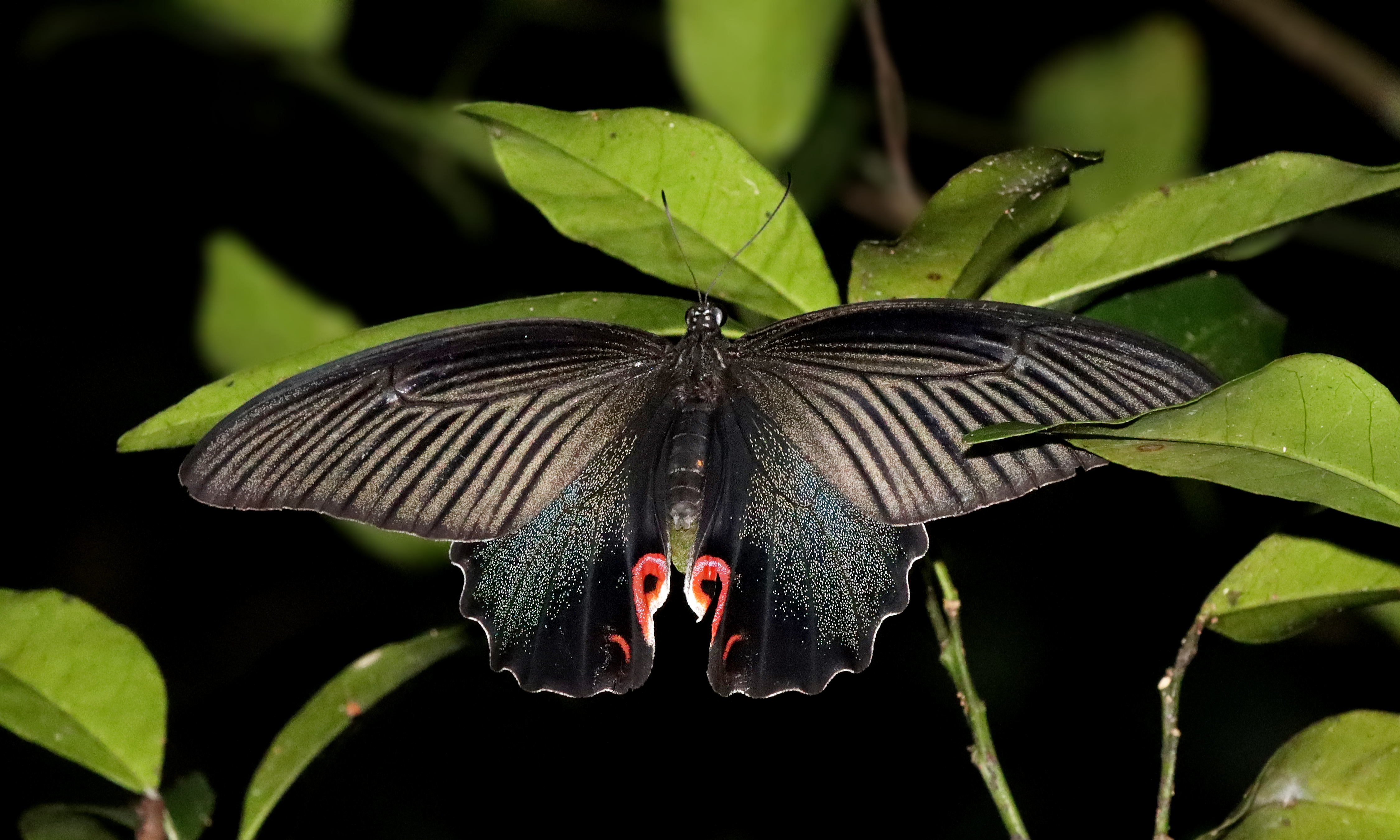
Papilio protenor femelle
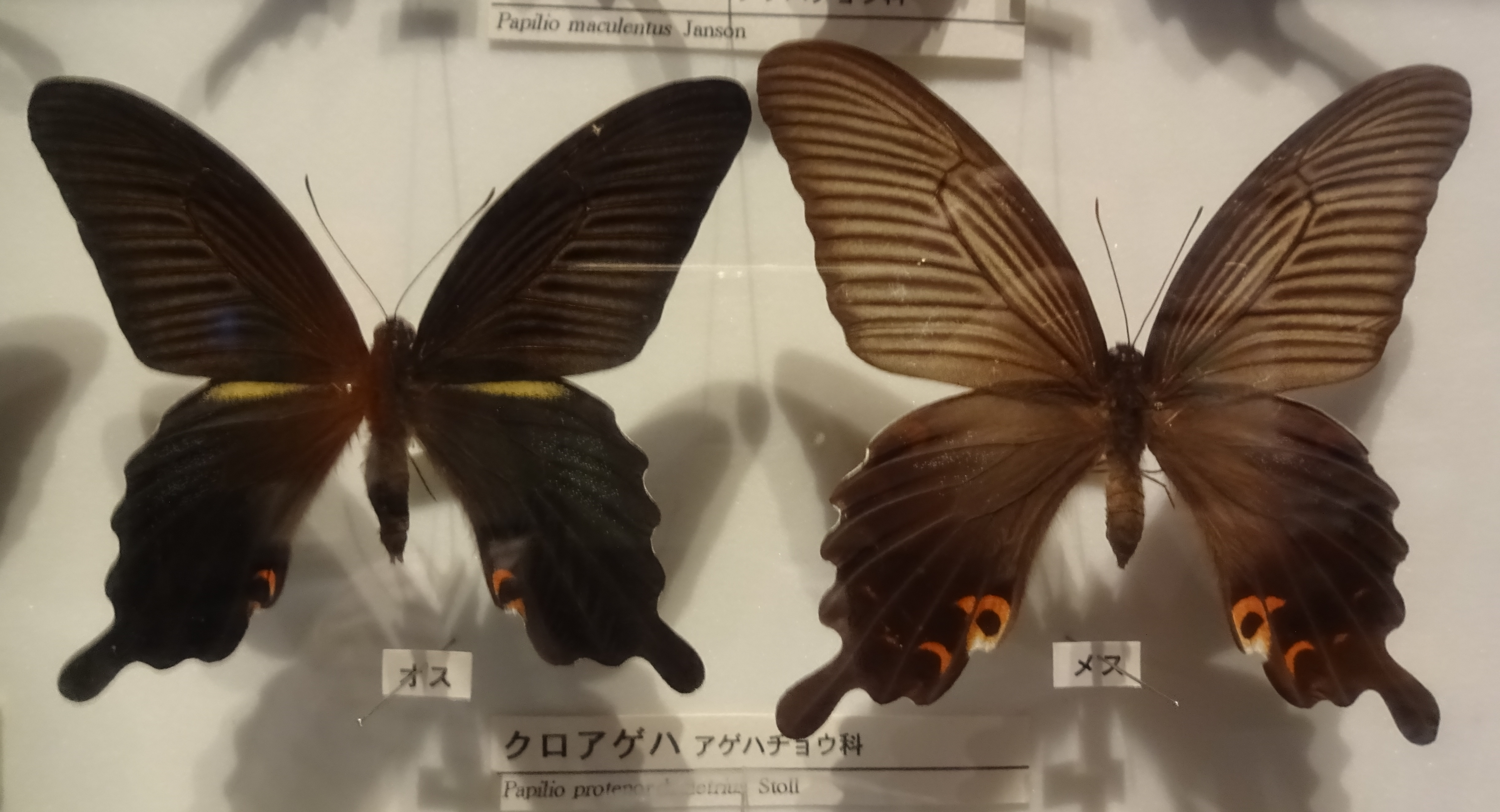
Papilio protenor demetrius (mâle à gauche, femelle à droite)
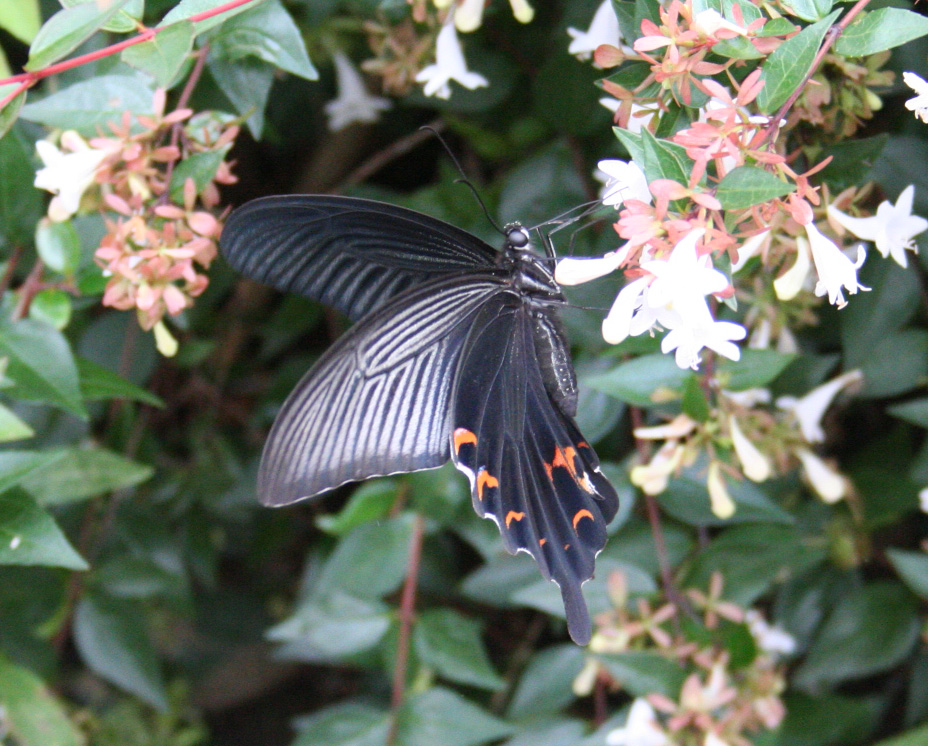
Papilio protenor demetrius femelle

### Juvéniles
Les œufs sont jaunes et sphériques. Les chenilles changent à plusieurs reprises d'apparence au cours de leur croissance. Celles du premier stades sont jaunes et brunes et couvertes d'épines barbelées, qui disparaissent aux stades suivants. Les chenilles des stades intermédiaires imitent des fientes d'oiseaux : elles sont luisantes, brunes avec une larges macules blanchâtres au milieu du corps et une autre à l'arrière du corps. Elles portent de petites cornes sur la tête. Les chenilles du stade final sont vertes avec trois bandes transversales beiges. Elles portent à l'avant du corps une paire d'ocelles qui leur permet d'imiter une tête de serpent.
Les chrysalides sont vertes ou brunes. Leur couleur est déterminée par leur environnement : celles qui se trouvent sur des tiges vertes sont vertes, celles qui sont attachées à des branches mortes sont brunes.

## Écologie
La femelle pond ses œufs sur Zanthoxylum nitidum, Z. piperitum, et les espèces du genre Citrus,, qu'elle identifie grâce à un ensemble de molécules. Les femelles semblent avoir une préférences pour Citrus unshiu. Les chenilles passent par cinq stades. Elles possèdent différents moyens d'échapper aux prédateurs : comme tous les Papilionides les chenilles portent derrière la tête un osmeterium orange, organe fourchu qui émet une substance malodorante. Les chenilles des stades 2 à 4 ressemblent à des fientes d'oiseaux, tandis que celles du stade final imitent une tête de serpent. Arrivée à maturité la chenille se change en chrysalide sur une branche. La chrysalide est maintenue à la verticale par une ceinture de soie.

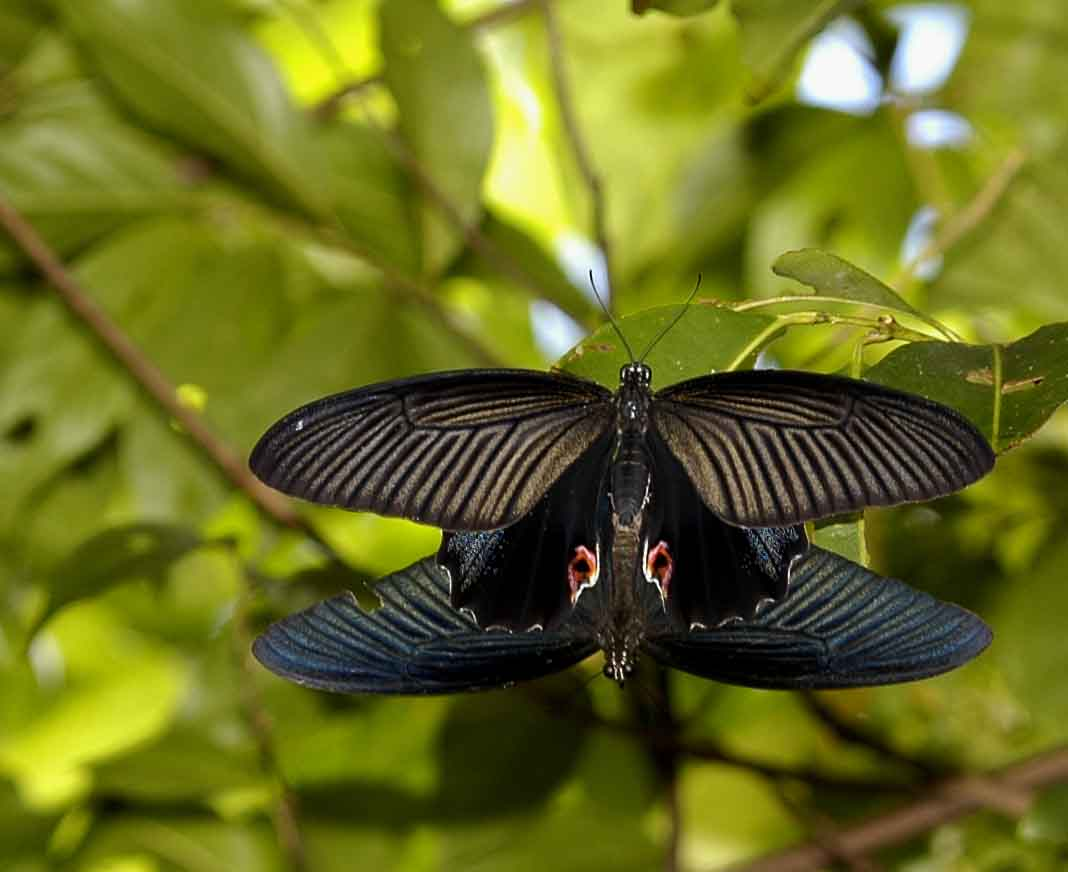
Accouplement
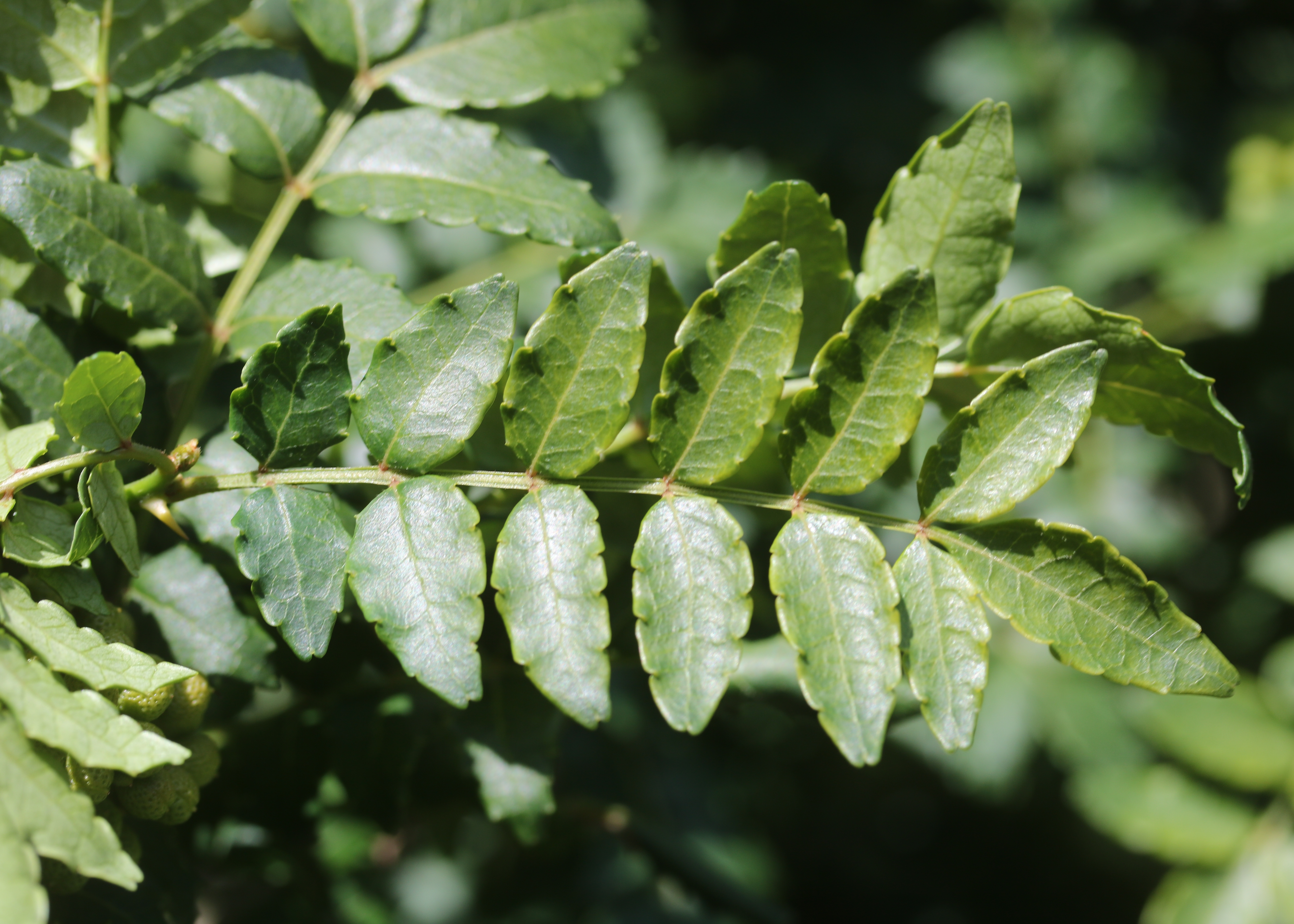
Zanthoxylum piperitum
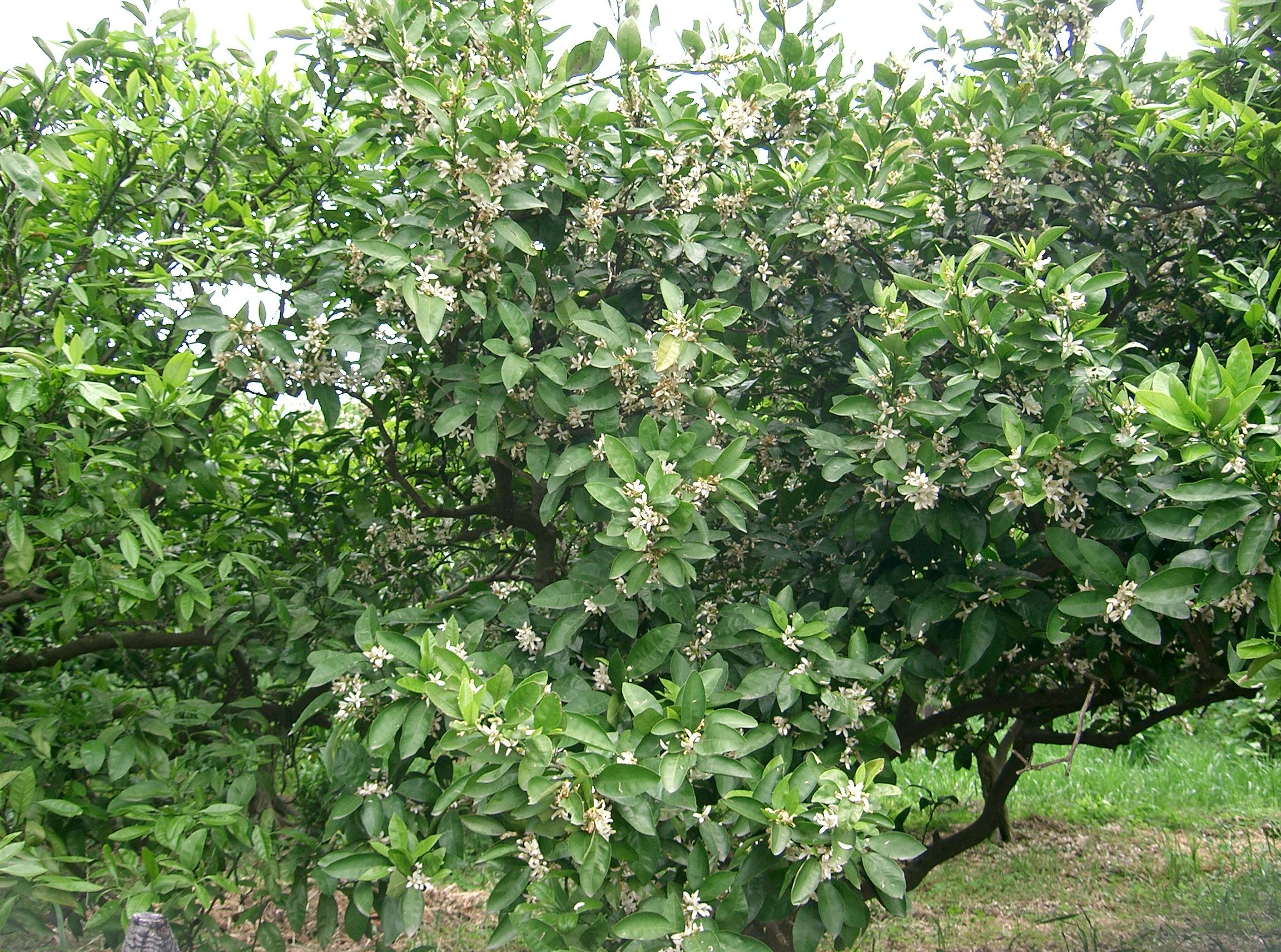
Citrus unshiu

## Habitat
Papilio protenor est présent dans le nord de l'Inde et dans une bonne partie de l'Himalaya, en Indochine, en Chine, au Japon, dans les îles Ryukyu, en Corée du Sud et du Nord. L'espèce vit aussi bien sous des climats tropicaux que sous des climats plus tempérés.

## Systématique
L'espèce Papilio protenor a été décrite pour la première fois en 1775 par l'entomologiste hollandais Pieter Cramer dans son ouvrage De uitlandsche kapellen, voorkomende in de drie waereld-deelen Asia, Africa en America.

### Sous-espèces[6],[1]
- P. protenor protenor : Himalaya, nord de l'Inde

- P. protenor demetrius : Japon et Chine
- P. protenor iukiuensis : îles Ryukyu
- P. protenor euprotenor : nord de l'Inde, Himalaya, Indochine
- P. protenor amaura : Indochine

## Papilio protenoret l'Homme

### Nom vernaculaire
Papilio protenor est surnommé Spangle (paillette) en anglais.

### Menaces et conservation
L'espèce a une vaste aire de répartition et n'est pas considérée comme menacée.